# Llista de topònims de Seròs
Llista de topònims (noms propis de lloc) del municipi de Seròs, al Segrià
Informació actualitzada per un bot. Els canvis manuals es perdran quan s'actualitzi!

## cabana
| imatge | Nom                         | Ubicat a | instància de | Detalls | coordenades                                                          | Protecció | Commons (més fotos) | Dades a WD                    |
| ------ | --------------------------- | -------- | ------------ | ------- | -------------------------------------------------------------------- | --------- | ------------------- | ----------------------------- |
|        | corral d'Arós               | Seròs    | cabana       |         | 41° 26′ 47″ N, 0° 24′ 39″ E / 41.4464774227764°N,0.410894335085282°E |           |                     | Modifica les dades a Wikidata |
|        | corral de Ramon de Parraixa | Seròs    | cabana       |         | 41° 26′ 31″ N, 0° 24′ 41″ E / 41.44202233038°N,0.411430618082428°E   |           |                     | Modifica les dades a Wikidata |
|        | corral del Marxant          | Seròs    | cabana       |         | 41° 25′ 48″ N, 0° 27′ 07″ E / 41.4300183596091°N,0.451817772163019°E |           |                     | Modifica les dades a Wikidata |

## casa
| imatge | Nom               | Ubicat a | instància de | Detalls                                  | coordenades                                                                     | Protecció                                  | Commons (més fotos) | Dades a WD                    |
| ------ | ----------------- | -------- | ------------ | ---------------------------------------- | ------------------------------------------------------------------------------- | ------------------------------------------ | ------------------- | ----------------------------- |
|        | Cal Coletor       | Seròs    | casa         | Estil: arquitectura popular              | 41° 27′ 45″ N, 0° 24′ 42″ E / 41.462563°N,0.411607°E                            | bé integrant del patrimoni cultural català |                     | Modifica les dades a Wikidata |
|        | Cal Gaspar Ivars  | Seròs    | casa         | Estil: arquitectura popular 16th century | 41° 27′ 46″ N, 0° 24′ 34″ E / 41.462906°N,0.409339°E ca:Pl. Mestre Viladegut, 6 | bé cultural d'interès local                | Cal Gaspar Ivars    | Modifica les dades a Wikidata |
|        | Edifici la Botiga | Seròs    | casa         | Estil: arquitectura popular              |                                                                                 | bé integrant del patrimoni cultural català |                     | Modifica les dades a Wikidata |

## edifici
| imatge | Nom                                 | Ubicat a | instància de | Detalls                             | coordenades                                                                               | Protecció                                            | Commons (més fotos)                         | Dades a WD                    |
| ------ | ----------------------------------- | -------- | ------------ | ----------------------------------- | ----------------------------------------------------------------------------------------- | ---------------------------------------------------- | ------------------------------------------- | ----------------------------- |
|        | Casal d'Isabel Daura                | Seròs    | edifici      | Estil: arquitectura popular         | 41° 27′ 47″ N, 0° 24′ 34″ E / 41.462949°N,0.409419°E                                      | bé integrant del patrimoni cultural català           |                                             | Modifica les dades a Wikidata |
|        | Casal palau dels Marquesos d'Aitona | Seròs    | edifici      | Estil: arquitectura del Renaixement | 41° 27′ 47″ N, 0° 24′ 33″ E / 41.46316°N,0.409226°E ca:Plaça Mestre Viladegut, 8 103 msnm | bé d'interès cultural bé cultural d'interès nacional | Casal palau dels Marquesos d'Aitona (Seròs) | Modifica les dades a Wikidata |
|        | Sindicat Catòlic                    | Seròs    | edifici      | Estil: modernisme català            | ca:Carrer del Mestre                                                                      | bé integrant del patrimoni cultural català           |                                             | Modifica les dades a Wikidata |

## església
| imatge | Nom                                | Ubicat a | instància de      | Detalls                     | coordenades                                                                 | Protecció                                  | Commons (més fotos)  | Dades a WD                    |
| ------ | ---------------------------------- | -------- | ----------------- | --------------------------- | --------------------------------------------------------------------------- | ------------------------------------------ | -------------------- | ----------------------------- |
|        | Sant Domingo de Valldemóra         | Seròs    | església capella  | Estil: arquitectura popular | 41° 25′ 37″ N, 0° 25′ 43″ E / 41.4268447091624°N,0.428607412038841°E        | bé integrant del patrimoni cultural català |                      | Modifica les dades a Wikidata |
|        | Sant Miquel de Pedrós de Montmeneu | Seròs    | església capella  | Estat: ruïnós               | 41° 22′ 56″ N, 0° 25′ 35″ E / 41.382350502576°N,0.42647346409929°E 327 msnm |                                            |                      | Modifica les dades a Wikidata |
|        | Santa Maria de Seròs               | Seròs    | església          | Estil: arquitectura barroca | 41° 27′ 49″ N, 0° 24′ 38″ E / 41.4635°N,0.410469°E                          | bé cultural d'interès local                | Santa Maria de Seròs | Modifica les dades a Wikidata |
|        | monestir d'Avinganya               | Seròs    | església monestir | Estil: arquitectura gòtica  | 41° 26′ 57″ N, 0° 23′ 23″ E / 41.449287°N,0.389858°E                        | bé cultural d'interès local                | Monestir d'Avinganya | Modifica les dades a Wikidata |

## granja
| imatge | Nom                          | Ubicat a | instància de | Detalls | coordenades                                                          | Protecció | Commons (més fotos) | Dades a WD                    |
| ------ | ---------------------------- | -------- | ------------ | ------- | -------------------------------------------------------------------- | --------- | ------------------- | ----------------------------- |
|        | Granges d'Àngel Teixidor     | Seròs    | granja       |         | 41° 27′ 53″ N, 0° 25′ 45″ E / 41.4647919261745°N,0.429155229266414°E |           |                     | Modifica les dades a Wikidata |
|        | Granges de Basílio Ferrer    | Seròs    | granja       |         | 41° 26′ 54″ N, 0° 23′ 37″ E / 41.4483023929233°N,0.393608395437709°E |           |                     | Modifica les dades a Wikidata |
|        | Granges de Cinto l'Anjolí    | Seròs    | granja       |         | 41° 28′ 02″ N, 0° 24′ 06″ E / 41.4672730322758°N,0.401708896200452°E |           |                     | Modifica les dades a Wikidata |
|        | Granges de Filloleta         | Seròs    | granja       |         | 41° 26′ 49″ N, 0° 22′ 37″ E / 41.4469492400986°N,0.376880558792119°E |           |                     | Modifica les dades a Wikidata |
|        | Granges de Francisco Sabater | Seròs    | granja       |         | 41° 27′ 58″ N, 0° 23′ 33″ E / 41.4660632182553°N,0.392429794525324°E |           |                     | Modifica les dades a Wikidata |
|        | Granges de Joan de Parraixa  | Seròs    | granja       |         | 41° 27′ 59″ N, 0° 25′ 03″ E / 41.4662878557024°N,0.417541506466768°E |           |                     | Modifica les dades a Wikidata |
|        | Granges de Josefina Paro     | Seròs    | granja       |         | 41° 28′ 09″ N, 0° 24′ 35″ E / 41.4691093351067°N,0.409646250397107°E |           |                     | Modifica les dades a Wikidata |
|        | Granja Bruno                 | Seròs    | granja       |         | 41° 27′ 32″ N, 0° 24′ 16″ E / 41.4588526258445°N,0.404523493733898°E |           |                     | Modifica les dades a Wikidata |
|        | Granja Figonet               | Seròs    | granja       |         | 41° 27′ 38″ N, 0° 24′ 05″ E / 41.4606714562299°N,0.401314101352017°E |           |                     | Modifica les dades a Wikidata |
|        | Granja Fontaner              | Seròs    | granja       |         | 41° 28′ 24″ N, 0° 23′ 40″ E / 41.4731982125313°N,0.394502739355985°E |           |                     | Modifica les dades a Wikidata |
|        | Granja Roig                  | Seròs    | granja       |         | 41° 28′ 11″ N, 0° 25′ 16″ E / 41.469700770484°N,0.421129986570483°E  |           |                     | Modifica les dades a Wikidata |
|        | Granja Salvador              | Seròs    | granja       |         | 41° 27′ 32″ N, 0° 23′ 59″ E / 41.4589686454944°N,0.399694029076881°E |           |                     | Modifica les dades a Wikidata |
|        | Granja Teixidor              | Seròs    | granja       |         | 41° 28′ 11″ N, 0° 25′ 23″ E / 41.4697736425475°N,0.423174704324924°E |           |                     | Modifica les dades a Wikidata |
|        | Granja d'Aleix Castellnou    | Seròs    | granja       |         | 41° 27′ 42″ N, 0° 24′ 56″ E / 41.4615605988241°N,0.415586056226101°E |           |                     | Modifica les dades a Wikidata |
|        | Granja d'Antònio Vinyes      | Seròs    | granja       |         | 41° 27′ 12″ N, 0° 23′ 36″ E / 41.4532017976707°N,0.393208642017078°E |           |                     | Modifica les dades a Wikidata |
|        | Granja de Carlos             | Seròs    | granja       |         | 41° 28′ 33″ N, 0° 22′ 58″ E / 41.475734619995°N,0.382856836829824°E  |           |                     | Modifica les dades a Wikidata |
|        | Granja de Comte              | Seròs    | granja       |         | 41° 25′ 49″ N, 0° 26′ 03″ E / 41.430255903481°N,0.43415471549642°E   |           |                     | Modifica les dades a Wikidata |
|        | Granja de Josep Maria Daga   | Seròs    | granja       |         | 41° 28′ 08″ N, 0° 25′ 21″ E / 41.4688301808773°N,0.422469690932488°E |           |                     | Modifica les dades a Wikidata |
|        | Granja de Josep Oto          | Seròs    | granja       |         | 41° 27′ 57″ N, 0° 25′ 14″ E / 41.465934496661°N,0.420656699778402°E  |           |                     | Modifica les dades a Wikidata |
|        | Granja de Julià Llop         | Seròs    | granja       |         | 41° 27′ 50″ N, 0° 25′ 19″ E / 41.4637760693672°N,0.421999480430184°E |           |                     | Modifica les dades a Wikidata |
|        | Granja de Sabassa Petit      | Seròs    | granja       |         | 41° 27′ 27″ N, 0° 26′ 11″ E / 41.4573688317173°N,0.436332497479402°E |           |                     | Modifica les dades a Wikidata |
|        | Granja de l'Arrier           | Seròs    | granja       |         | 41° 27′ 34″ N, 0° 23′ 37″ E / 41.4594191742275°N,0.393737723288515°E |           |                     | Modifica les dades a Wikidata |

## masia
| imatge | Nom                          | Ubicat a | instància de | Detalls                    | coordenades                                                          | Protecció                   | Commons (més fotos) | Dades a WD                    |
| ------ | ---------------------------- | -------- | ------------ | -------------------------- | -------------------------------------------------------------------- | --------------------------- | ------------------- | ----------------------------- |
|        | Casa d'Antoni el Segler      | Seròs    | masia        |                            | 41° 27′ 26″ N, 0° 23′ 51″ E / 41.4572547131815°N,0.397583633453878°E |                             |                     | Modifica les dades a Wikidata |
|        | Casa el Manolo               | Seròs    | masia        |                            | 41° 27′ 41″ N, 0° 24′ 11″ E / 41.461321992166°N,0.403000213722154°E  |                             |                     | Modifica les dades a Wikidata |
|        | Casilla Maneta               | Seròs    | masia        |                            | 41° 27′ 36″ N, 0° 22′ 41″ E / 41.4598748623026°N,0.378131342878261°E |                             |                     | Modifica les dades a Wikidata |
|        | Corral de Figuerol           | Seròs    | masia        | Estat: ruïnós              | 41° 22′ 23″ N, 0° 25′ 58″ E / 41.3729330095662°N,0.43268190498044°E  |                             |                     | Modifica les dades a Wikidata |
|        | Mas Casals                   | Seròs    | masia        |                            | 41° 28′ 07″ N, 0° 25′ 03″ E / 41.4686033848933°N,0.417581274885746°E |                             |                     | Modifica les dades a Wikidata |
|        | Mas Fulloleta                | Seròs    | masia        |                            | 41° 26′ 12″ N, 0° 25′ 29″ E / 41.436701666654°N,0.42475933582925°E   |                             |                     | Modifica les dades a Wikidata |
|        | Mas Vernet                   | Seròs    | masia        |                            | 41° 29′ 13″ N, 0° 23′ 17″ E / 41.4868693735895°N,0.388133703100644°E |                             |                     | Modifica les dades a Wikidata |
|        | Mas d'Agustí                 | Seròs    | masia        |                            | 41° 27′ 49″ N, 0° 23′ 56″ E / 41.463598194984°N,0.398910303151998°E  |                             |                     | Modifica les dades a Wikidata |
|        | Mas d'Andreu de Marcel·lina  | Seròs    | masia        |                            | 41° 21′ 45″ N, 0° 28′ 02″ E / 41.3624055870271°N,0.467262221883396°E |                             |                     | Modifica les dades a Wikidata |
|        | Mas d'Anguera                | Seròs    | masia        |                            | 41° 28′ 20″ N, 0° 25′ 33″ E / 41.4722574659136°N,0.42590232458706°E  |                             |                     | Modifica les dades a Wikidata |
|        | Mas d'Anton el Roig          | Seròs    | masia        |                            | 41° 27′ 01″ N, 0° 23′ 16″ E / 41.450234581769°N,0.387868879668694°E  |                             |                     | Modifica les dades a Wikidata |
|        | Mas d'Antondo                | Seròs    | masia        |                            | 41° 26′ 02″ N, 0° 27′ 38″ E / 41.4338842635232°N,0.46046277912839°E  |                             |                     | Modifica les dades a Wikidata |
|        | Mas d'Antònio Puigverd       | Seròs    | masia        |                            | 41° 27′ 48″ N, 0° 25′ 49″ E / 41.4634212418612°N,0.43028698786402°E  |                             |                     | Modifica les dades a Wikidata |
|        | Mas d'Esidret Tano           | Seròs    | masia        |                            | 41° 21′ 53″ N, 0° 26′ 37″ E / 41.3647619189729°N,0.443499821468583°E |                             |                     | Modifica les dades a Wikidata |
|        | Mas d'Esteve Baró            | Seròs    | masia        |                            | 41° 27′ 22″ N, 0° 26′ 37″ E / 41.4561995324109°N,0.443681389145858°E |                             |                     | Modifica les dades a Wikidata |
|        | Mas d'en Fèlix de Calistro   | Seròs    | masia        |                            | 41° 25′ 44″ N, 0° 26′ 56″ E / 41.4287981265534°N,0.448778082943173°E |                             |                     | Modifica les dades a Wikidata |
|        | Mas d'en Joan de Corrony     | Seròs    | masia        |                            | 41° 21′ 49″ N, 0° 27′ 35″ E / 41.3634886120456°N,0.459604985307348°E |                             |                     | Modifica les dades a Wikidata |
|        | Mas d'en Josep Agustí        | Seròs    | masia        |                            | 41° 27′ 57″ N, 0° 25′ 09″ E / 41.4657908053406°N,0.419069912630539°E |                             |                     | Modifica les dades a Wikidata |
|        | Mas d'en Josep Jover         | Seròs    | masia        |                            | 41° 29′ 14″ N, 0° 23′ 35″ E / 41.4871819701417°N,0.393175640396935°E |                             |                     | Modifica les dades a Wikidata |
|        | Mas d'en Josep Tressanxos    | Seròs    | masia        |                            | 41° 28′ 30″ N, 0° 24′ 32″ E / 41.4749839590441°N,0.408957158458531°E |                             |                     | Modifica les dades a Wikidata |
|        | Mas d'en Miquel Baró         | Seròs    | masia        |                            | 41° 27′ 54″ N, 0° 24′ 22″ E / 41.4649846773518°N,0.406062847631884°E |                             |                     | Modifica les dades a Wikidata |
|        | Mas d'en Pau Pena            | Seròs    | masia        |                            | 41° 27′ 54″ N, 0° 25′ 11″ E / 41.4649586560978°N,0.419713577904941°E |                             |                     | Modifica les dades a Wikidata |
|        | Mas d'en Peret de Miró       | Seròs    | masia        |                            | 41° 24′ 48″ N, 0° 28′ 15″ E / 41.4132380944841°N,0.470934451419315°E |                             |                     | Modifica les dades a Wikidata |
|        | Mas d'en Ramon de l'Àngel    | Seròs    | masia        |                            | 41° 25′ 30″ N, 0° 25′ 28″ E / 41.4250675325752°N,0.42445354635068°E  |                             |                     | Modifica les dades a Wikidata |
|        | Mas de Bernardo              | Seròs    | masia        |                            | 41° 27′ 29″ N, 0° 24′ 20″ E / 41.4581268308225°N,0.405486277110221°E |                             |                     | Modifica les dades a Wikidata |
|        | Mas de Besòdia               | Seròs    | masia        |                            | 41° 25′ 43″ N, 0° 24′ 58″ E / 41.4285559400189°N,0.416154293193104°E |                             |                     | Modifica les dades a Wikidata |
|        | Mas de Biernós               | Seròs    | masia        |                            | 41° 23′ 00″ N, 0° 25′ 18″ E / 41.3832864146682°N,0.421631481413666°E |                             |                     | Modifica les dades a Wikidata |
|        | Mas de Calistro              | Seròs    | masia        |                            | 41° 23′ 27″ N, 0° 26′ 55″ E / 41.3907139160912°N,0.448558288089606°E |                             |                     | Modifica les dades a Wikidata |
|        | Mas de Calçat                | Seròs    | masia        |                            | 41° 26′ 26″ N, 0° 26′ 11″ E / 41.4406198863613°N,0.436465569307051°E |                             |                     | Modifica les dades a Wikidata |
|        | Mas de Castanyetes           | Seròs    | masia        |                            | 41° 22′ 52″ N, 0° 27′ 14″ E / 41.381162474575°N,0.4540235337438°E    |                             |                     | Modifica les dades a Wikidata |
|        | Mas de Covet                 | Seròs    | masia        |                            | 41° 22′ 14″ N, 0° 23′ 15″ E / 41.370663583965°N,0.38747978380278°E   |                             |                     | Modifica les dades a Wikidata |
|        | Mas de Curro Tano            | Seròs    | masia        |                            | 41° 22′ 20″ N, 0° 26′ 26″ E / 41.3722189486896°N,0.440649036384578°E |                             |                     | Modifica les dades a Wikidata |
|        | Mas de Domingo l'Aragonés    | Seròs    | masia        |                            | 41° 22′ 02″ N, 0° 26′ 20″ E / 41.36731973816°N,0.43902160534704°E    |                             |                     | Modifica les dades a Wikidata |
|        | Mas de Feliu                 | Seròs    | masia        |                            | 41° 21′ 35″ N, 0° 24′ 18″ E / 41.3598188566319°N,0.404962135225415°E |                             |                     | Modifica les dades a Wikidata |
|        | Mas de Ferran                | Seròs    | masia        |                            | 41° 26′ 46″ N, 0° 25′ 19″ E / 41.4460336852778°N,0.42200811304845°E  |                             |                     | Modifica les dades a Wikidata |
|        | Mas de Fontet                | Seròs    | masia        |                            | 41° 24′ 54″ N, 0° 27′ 05″ E / 41.4148680479335°N,0.451345536775509°E |                             |                     | Modifica les dades a Wikidata |
|        | Mas de Francisco Siquenet    | Seròs    | masia        |                            | 41° 23′ 03″ N, 0° 25′ 14″ E / 41.3843039807008°N,0.420419317514627°E |                             |                     | Modifica les dades a Wikidata |
|        | Mas de Franco                | Seròs    | masia        |                            | 41° 25′ 16″ N, 0° 25′ 21″ E / 41.420990097708°N,0.4225544952766°E    |                             |                     | Modifica les dades a Wikidata |
|        | Mas de Girombé               | Seròs    | masia        |                            | 41° 25′ 09″ N, 0° 25′ 54″ E / 41.4192045225782°N,0.431708807618764°E |                             |                     | Modifica les dades a Wikidata |
|        | Mas de Jacinto               | Seròs    | masia        |                            | 41° 21′ 56″ N, 0° 24′ 20″ E / 41.365670250516°N,0.40561219144979°E   |                             |                     | Modifica les dades a Wikidata |
|        | Mas de Joan de Laieta        | Seròs    | masia        |                            | 41° 26′ 52″ N, 0° 24′ 58″ E / 41.447810050721°N,0.416084291702381°E  |                             |                     | Modifica les dades a Wikidata |
|        | Mas de Jover                 | Seròs    | masia        |                            | 41° 28′ 25″ N, 0° 23′ 33″ E / 41.4735741927666°N,0.39241600172686°E  |                             |                     | Modifica les dades a Wikidata |
|        | Mas de Latorre               | Seròs    | masia        |                            | 41° 28′ 31″ N, 0° 24′ 24″ E / 41.4752452055262°N,0.40656366169455°E  |                             |                     | Modifica les dades a Wikidata |
|        | Mas de Luta                  | Seròs    | masia        |                            | 41° 25′ 41″ N, 0° 27′ 15″ E / 41.4279532077606°N,0.454136336810644°E |                             |                     | Modifica les dades a Wikidata |
|        | Mas de Mallol                | Seròs    | masia        |                            | 41° 26′ 32″ N, 0° 26′ 22″ E / 41.4420982133359°N,0.439351782502174°E |                             |                     | Modifica les dades a Wikidata |
|        | Mas de Manuel                | Seròs    | masia        |                            | 41° 24′ 07″ N, 0° 26′ 56″ E / 41.402076351271°N,0.448795439889968°E  |                             |                     | Modifica les dades a Wikidata |
|        | Mas de Manyela               | Seròs    | masia        |                            | 41° 23′ 08″ N, 0° 23′ 51″ E / 41.3855373753391°N,0.397612951553422°E |                             |                     | Modifica les dades a Wikidata |
|        | Mas de Marian                | Seròs    | masia        |                            | 41° 25′ 13″ N, 0° 25′ 04″ E / 41.4203249519297°N,0.417796960065889°E |                             |                     | Modifica les dades a Wikidata |
|        | Mas de Martínez              | Seròs    | masia        |                            | 41° 27′ 39″ N, 0° 26′ 26″ E / 41.4607751678874°N,0.440460532033695°E |                             |                     | Modifica les dades a Wikidata |
|        | Mas de Matadora              | Seròs    | masia        |                            | 41° 22′ 05″ N, 0° 22′ 48″ E / 41.3681668771741°N,0.379894120647097°E |                             |                     | Modifica les dades a Wikidata |
|        | Mas de Matges                | Seròs    | masia        |                            | 41° 26′ 22″ N, 0° 24′ 54″ E / 41.4395442898026°N,0.414976149325793°E |                             |                     | Modifica les dades a Wikidata |
|        | Mas de Melxor                | Seròs    | masia        |                            | 41° 22′ 41″ N, 0° 24′ 43″ E / 41.3781513042802°N,0.411945622866418°E |                             |                     | Modifica les dades a Wikidata |
|        | Mas de Mingo Perot           | Seròs    | masia        |                            | 41° 25′ 38″ N, 0° 27′ 47″ E / 41.427293280144°N,0.46299080372174°E   |                             |                     | Modifica les dades a Wikidata |
|        | Mas de Miquel Siquenet       | Seròs    | masia        |                            | 41° 27′ 09″ N, 0° 26′ 40″ E / 41.452557823947°N,0.444351189576357°E  |                             |                     | Modifica les dades a Wikidata |
|        | Mas de Miquel de Siquenet    | Seròs    | masia        |                            | 41° 22′ 29″ N, 0° 24′ 06″ E / 41.374587648169°N,0.40167065107807°E   |                             |                     | Modifica les dades a Wikidata |
|        | Mas de Miranda               | Seròs    | masia        |                            | 41° 28′ 59″ N, 0° 24′ 23″ E / 41.4830330035956°N,0.406444588767146°E |                             |                     | Modifica les dades a Wikidata |
|        | Mas de Molins                | Seròs    | masia        |                            | 41° 22′ 00″ N, 0° 26′ 00″ E / 41.3665591346867°N,0.433207607132096°E |                             |                     | Modifica les dades a Wikidata |
|        | Mas de Palau                 | Seròs    | masia        |                            | 41° 26′ 54″ N, 0° 26′ 53″ E / 41.4482089057799°N,0.448053230643349°E |                             |                     | Modifica les dades a Wikidata |
|        | Mas de Paneta                | Seròs    | masia        |                            | 41° 26′ 10″ N, 0° 24′ 21″ E / 41.4361441108424°N,0.405967522813281°E |                             |                     | Modifica les dades a Wikidata |
|        | Mas de Panil                 | Seròs    | masia        |                            | 41° 25′ 52″ N, 0° 25′ 06″ E / 41.4310981845474°N,0.418267352140968°E |                             |                     | Modifica les dades a Wikidata |
|        | Mas de Perdigano             | Seròs    | masia        |                            | 41° 29′ 47″ N, 0° 24′ 22″ E / 41.496525660377°N,0.406097704935844°E  |                             |                     | Modifica les dades a Wikidata |
|        | Mas de Pere Joan del Magí    | Seròs    | masia        |                            | 41° 22′ 04″ N, 0° 26′ 21″ E / 41.3679007568198°N,0.439252195037759°E |                             |                     | Modifica les dades a Wikidata |
|        | Mas de Pere Petit            | Seròs    | masia        |                            | 41° 26′ 24″ N, 0° 26′ 33″ E / 41.4399249207244°N,0.442465383628227°E |                             |                     | Modifica les dades a Wikidata |
|        | Mas de Pere Pijan            | Seròs    | masia        |                            | 41° 22′ 21″ N, 0° 26′ 37″ E / 41.3724846719045°N,0.443687506388203°E |                             |                     | Modifica les dades a Wikidata |
|        | Mas de Picado                | Seròs    | masia        |                            | 41° 28′ 27″ N, 0° 25′ 20″ E / 41.4742114719706°N,0.422268354756987°E |                             |                     | Modifica les dades a Wikidata |
|        | Mas de Quanica               | Seròs    | masia        |                            | 41° 23′ 33″ N, 0° 26′ 59″ E / 41.3924342955179°N,0.449782668327654°E |                             |                     | Modifica les dades a Wikidata |
|        | Mas de Queto Pelado          | Seròs    | masia        |                            | 41° 25′ 59″ N, 0° 25′ 35″ E / 41.4329367200408°N,0.426356311038713°E |                             |                     | Modifica les dades a Wikidata |
|        | Mas de Ramon Mur             | Seròs    | masia        |                            | 41° 26′ 49″ N, 0° 23′ 35″ E / 41.4468409385613°N,0.393104331190513°E |                             |                     | Modifica les dades a Wikidata |
|        | Mas de Ramon de Frare        | Seròs    | masia        |                            | 41° 26′ 31″ N, 0° 24′ 15″ E / 41.4419917478523°N,0.404082760112747°E |                             |                     | Modifica les dades a Wikidata |
|        | Mas de Ramon de l'Encantador | Seròs    | masia        |                            | 41° 23′ 02″ N, 0° 26′ 45″ E / 41.3837990820324°N,0.445815231417431°E |                             |                     | Modifica les dades a Wikidata |
|        | Mas de Ramon de l'Hortelà    | Seròs    | masia        |                            | 41° 22′ 38″ N, 0° 26′ 08″ E / 41.3772369218679°N,0.435454052057993°E |                             |                     | Modifica les dades a Wikidata |
|        | Mas de Roget de Granyena     | Seròs    | masia        |                            | 41° 21′ 06″ N, 0° 27′ 32″ E / 41.351546080066°N,0.45876428789054°E   |                             |                     | Modifica les dades a Wikidata |
|        | Mas de Salvador del Calçat   | Seròs    | masia        |                            | 41° 26′ 51″ N, 0° 24′ 53″ E / 41.4474041578946°N,0.414855507706232°E |                             |                     | Modifica les dades a Wikidata |
|        | Mas de Sebastià              | Seròs    | masia        |                            | 41° 26′ 42″ N, 0° 26′ 44″ E / 41.444919712375°N,0.44554636509515°E   |                             |                     | Modifica les dades a Wikidata |
|        | Mas de Segura                | Seròs    | masia        |                            | 41° 23′ 21″ N, 0° 26′ 43″ E / 41.389075729757°N,0.44534306867154°E   |                             |                     | Modifica les dades a Wikidata |
|        | Mas de Semion                | Seròs    | masia        |                            | 41° 25′ 41″ N, 0° 25′ 59″ E / 41.4281345651462°N,0.43312774671992°E  |                             |                     | Modifica les dades a Wikidata |
|        | Mas de Setu                  | Seròs    | masia        |                            | 41° 27′ 04″ N, 0° 23′ 23″ E / 41.4510938914833°N,0.389618039552937°E |                             |                     | Modifica les dades a Wikidata |
|        | Mas de Siquenet              | Seròs    | masia        |                            | 41° 28′ 20″ N, 0° 23′ 22″ E / 41.4722634754701°N,0.389426981427406°E |                             |                     | Modifica les dades a Wikidata |
|        | Mas de Siquén                | Seròs    | masia        |                            | 41° 22′ 13″ N, 0° 24′ 29″ E / 41.370354°N,0.40804°E 276 msnm         |                             |                     | Modifica les dades a Wikidata |
|        | Mas de Siquén                | Seròs    | masia        |                            | 41° 23′ 21″ N, 0° 26′ 48″ E / 41.389158°N,0.446637°E 282 msnm        |                             |                     | Modifica les dades a Wikidata |
|        | Mas de Tabolla               | Seròs    | masia        |                            | 41° 22′ 36″ N, 0° 25′ 06″ E / 41.3766804860199°N,0.418233655215036°E |                             |                     | Modifica les dades a Wikidata |
|        | Mas de Tariel                | Seròs    | masia        |                            | 41° 25′ 42″ N, 0° 25′ 33″ E / 41.4282967915637°N,0.425881511174198°E |                             |                     | Modifica les dades a Wikidata |
|        | Mas de Tavella               | Seròs    | masia        |                            | 41° 25′ 17″ N, 0° 27′ 25″ E / 41.4214045374699°N,0.456940921260527°E |                             |                     | Modifica les dades a Wikidata |
|        | Mas de Terradelles           | Seròs    | masia        |                            | 41° 25′ 54″ N, 0° 24′ 50″ E / 41.431600147272°N,0.41375756630447°E   |                             |                     | Modifica les dades a Wikidata |
|        | Mas de Tian                  | Seròs    | masia        |                            | 41° 23′ 28″ N, 0° 25′ 58″ E / 41.3912299295206°N,0.432894578317396°E |                             |                     | Modifica les dades a Wikidata |
|        | Mas de Titols                | Seròs    | masia        |                            | 41° 28′ 53″ N, 0° 23′ 58″ E / 41.4813972490414°N,0.399419804287568°E |                             |                     | Modifica les dades a Wikidata |
|        | Mas de Tonet                 | Seròs    | masia        |                            | 41° 22′ 13″ N, 0° 21′ 50″ E / 41.3704051120894°N,0.363938682895013°E |                             |                     | Modifica les dades a Wikidata |
|        | Mas de Vaquer                | Seròs    | masia        |                            | 41° 24′ 57″ N, 0° 26′ 02″ E / 41.415967569714°N,0.433966072494159°E  |                             |                     | Modifica les dades a Wikidata |
|        | Mas de Volta                 | Seròs    | masia        |                            | 41° 22′ 39″ N, 0° 24′ 07″ E / 41.3774870697339°N,0.402059358165888°E |                             |                     | Modifica les dades a Wikidata |
|        | Mas de l'Andorrana           | Seròs    | masia        |                            | 41° 23′ 26″ N, 0° 25′ 29″ E / 41.3906842928434°N,0.42460402137991°E  |                             |                     | Modifica les dades a Wikidata |
|        | Mas de l'Arrier              | Seròs    | masia        |                            | 41° 23′ 22″ N, 0° 25′ 58″ E / 41.3893152974285°N,0.432658997736986°E |                             |                     | Modifica les dades a Wikidata |
|        | Mas de l'Arturo              | Seròs    | masia        |                            | 41° 28′ 08″ N, 0° 23′ 36″ E / 41.4688277356388°N,0.393205033613984°E |                             |                     | Modifica les dades a Wikidata |
|        | Mas de l'Esclau              | Seròs    | masia        |                            | 41° 25′ 24″ N, 0° 27′ 56″ E / 41.4233892999516°N,0.465658310153823°E |                             |                     | Modifica les dades a Wikidata |
|        | Mas de l'Hereu               | Seròs    | masia        |                            | 41° 22′ 54″ N, 0° 26′ 18″ E / 41.381717411454°N,0.43845644659378°E   |                             |                     | Modifica les dades a Wikidata |
|        | Mas de l'Àngel de Calistro   | Seròs    | masia        |                            | 41° 27′ 35″ N, 0° 24′ 22″ E / 41.4597801715122°N,0.406114740533558°E |                             |                     | Modifica les dades a Wikidata |
|        | Mas de l'Àngel de Pataix     | Seròs    | masia        |                            | 41° 25′ 20″ N, 0° 26′ 17″ E / 41.422237285043°N,0.4380602323984°E    |                             |                     | Modifica les dades a Wikidata |
|        | Mas de la Cabra              | Seròs    | masia        |                            | 41° 22′ 11″ N, 0° 24′ 06″ E / 41.3697868052515°N,0.401672478756732°E |                             |                     | Modifica les dades a Wikidata |
|        | Mas de la Figuera            | Seròs    | masia        |                            | 41° 23′ 14″ N, 0° 26′ 41″ E / 41.3872044783366°N,0.444641429717814°E |                             |                     | Modifica les dades a Wikidata |
|        | Mas de la Manuela            | Seròs    | masia        |                            | 41° 23′ 08″ N, 0° 23′ 51″ E / 41.3855373753391°N,0.397612951553422°E |                             |                     | Modifica les dades a Wikidata |
|        | Mas de la Picada             | Seròs    | masia        |                            | 41° 23′ 03″ N, 0° 25′ 48″ E / 41.384230355406°N,0.42998683408893°E   |                             |                     | Modifica les dades a Wikidata |
|        | Mas de la Quelota            | Seròs    | masia        |                            | 41° 25′ 22″ N, 0° 28′ 10″ E / 41.422733032872°N,0.469393210185793°E  |                             |                     | Modifica les dades a Wikidata |
|        | Mas de la Viuda              | Seròs    | masia        |                            | 41° 23′ 56″ N, 0° 25′ 57″ E / 41.3988149144838°N,0.432560050140495°E |                             |                     | Modifica les dades a Wikidata |
|        | Mas del Balenyà              | Seròs    | masia        |                            | 41° 26′ 20″ N, 0° 25′ 19″ E / 41.438986782045°N,0.42184210096223°E   |                             |                     | Modifica les dades a Wikidata |
|        | Mas del Blanc                | Seròs    | masia        |                            | 41° 22′ 37″ N, 0° 24′ 55″ E / 41.3769646048897°N,0.415245062124083°E |                             |                     | Modifica les dades a Wikidata |
|        | Mas del Bovet                | Seròs    | masia        |                            | 41° 22′ 31″ N, 0° 26′ 25″ E / 41.3751741860005°N,0.440293984302105°E |                             |                     | Modifica les dades a Wikidata |
|        | Mas del Bruno                | Seròs    | masia        |                            | 41° 29′ 01″ N, 0° 23′ 35″ E / 41.483497390325°N,0.393131790017473°E  |                             |                     | Modifica les dades a Wikidata |
|        | Mas del Cafeter              | Seròs    | masia        |                            | 41° 21′ 47″ N, 0° 27′ 04″ E / 41.362933083576°N,0.451186585319501°E  |                             |                     | Modifica les dades a Wikidata |
|        | Mas del Cafè                 | Seròs    | masia        |                            | 41° 21′ 39″ N, 0° 27′ 45″ E / 41.3608678781856°N,0.462468420467982°E |                             |                     | Modifica les dades a Wikidata |
|        | Mas del Calçat               | Seròs    | masia        |                            | 41° 23′ 35″ N, 0° 26′ 14″ E / 41.3931923197782°N,0.437290450738213°E |                             |                     | Modifica les dades a Wikidata |
|        | Mas del Canillo              | Seròs    | masia        |                            | 41° 29′ 10″ N, 0° 24′ 06″ E / 41.4861601301365°N,0.401744469600087°E |                             |                     | Modifica les dades a Wikidata |
|        | Mas del Canó                 | Seròs    | masia        |                            | 41° 21′ 28″ N, 0° 28′ 10″ E / 41.3576430494471°N,0.469395438822494°E |                             |                     | Modifica les dades a Wikidata |
|        | Mas del Coixo                | Seròs    | masia        |                            | 41° 23′ 20″ N, 0° 25′ 42″ E / 41.3888867674741°N,0.428394389240012°E |                             |                     | Modifica les dades a Wikidata |
|        | Mas del Comte                | Seròs    | masia        |                            | 41° 25′ 50″ N, 0° 26′ 32″ E / 41.4305517840467°N,0.442175338571767°E |                             |                     | Modifica les dades a Wikidata |
|        | Mas del Figuerol             | Seròs    | masia        |                            | 41° 22′ 08″ N, 0° 25′ 05″ E / 41.3690041169243°N,0.418106944897188°E |                             |                     | Modifica les dades a Wikidata |
|        | Mas del Fiteret              | Seròs    | masia        |                            | 41° 27′ 37″ N, 0° 24′ 15″ E / 41.4602253079948°N,0.404289138904352°E |                             |                     | Modifica les dades a Wikidata |
|        | Mas del Gaspar               | Seròs    | masia        |                            | 41° 27′ 43″ N, 0° 24′ 21″ E / 41.4618211585537°N,0.405961518840089°E |                             |                     | Modifica les dades a Wikidata |
|        | Mas del Metge d'Arós         | Seròs    | masia        |                            | 41° 26′ 45″ N, 0° 24′ 30″ E / 41.445889635458°N,0.40840191515746°E   |                             |                     | Modifica les dades a Wikidata |
|        | Mas del Metxut               | Seròs    | masia        |                            | 41° 20′ 53″ N, 0° 27′ 58″ E / 41.348023523714°N,0.466098933369647°E  |                             |                     | Modifica les dades a Wikidata |
|        | Mas del Miquelet de Rodes    | Seròs    | masia        |                            | 41° 28′ 10″ N, 0° 23′ 29″ E / 41.4693282741884°N,0.39144871102068°E  |                             |                     | Modifica les dades a Wikidata |
|        | Mas del Modesto              | Seròs    | masia        |                            | 41° 26′ 50″ N, 0° 25′ 54″ E / 41.4473144580459°N,0.43174898736857°E  |                             |                     | Modifica les dades a Wikidata |
|        | Mas del Morera               | Seròs    | masia        |                            | 41° 22′ 22″ N, 0° 27′ 56″ E / 41.3727695081837°N,0.465508926886895°E |                             |                     | Modifica les dades a Wikidata |
|        | Mas del Paeller              | Seròs    | masia        |                            | 41° 27′ 28″ N, 0° 23′ 54″ E / 41.4577732333344°N,0.398209383818708°E |                             |                     | Modifica les dades a Wikidata |
|        | Mas del Pere Cinto           | Seròs    | masia        |                            | 41° 24′ 46″ N, 0° 27′ 36″ E / 41.4127458299503°N,0.460042514814927°E |                             |                     | Modifica les dades a Wikidata |
|        | Mas del Po                   | Seròs    | masia        |                            | 41° 26′ 54″ N, 0° 23′ 05″ E / 41.4482966467257°N,0.384630889012388°E |                             |                     | Modifica les dades a Wikidata |
|        | Mas del Rico                 | Seròs    | masia        |                            | 41° 21′ 33″ N, 0° 27′ 10″ E / 41.3591967433696°N,0.452874526908751°E |                             |                     | Modifica les dades a Wikidata |
|        | Mas del Roig                 | Seròs    | masia        |                            | 41° 21′ 34″ N, 0° 26′ 52″ E / 41.3594595075945°N,0.447664259785973°E |                             |                     | Modifica les dades a Wikidata |
|        | Mas del Viudet               | Seròs    | masia        |                            | 41° 23′ 06″ N, 0° 26′ 07″ E / 41.3850117114732°N,0.435148389655558°E |                             |                     | Modifica les dades a Wikidata |
|        | Mas del Viudet               | Seròs    | masia        |                            | 41° 25′ 12″ N, 0° 26′ 42″ E / 41.4200051438096°N,0.445006438327262°E |                             |                     | Modifica les dades a Wikidata |
|        | Mas del Ximet                | Seròs    | masia        |                            | 41° 22′ 44″ N, 0° 26′ 42″ E / 41.3789355034521°N,0.44500120985173°E  |                             |                     | Modifica les dades a Wikidata |
|        | Mas del Zurdo                | Seròs    | masia        |                            | 41° 26′ 14″ N, 0° 25′ 38″ E / 41.437182151349°N,0.427313517627304°E  |                             |                     | Modifica les dades a Wikidata |
|        | Masets de Carlet             | Seròs    | masia        |                            | 41° 26′ 07″ N, 0° 26′ 08″ E / 41.4352063083018°N,0.435625542482201°E |                             |                     | Modifica les dades a Wikidata |
|        | Masos del Panso              | Seròs    | masia        |                            | 41° 21′ 55″ N, 0° 23′ 26″ E / 41.3653990915986°N,0.390465916370241°E |                             |                     | Modifica les dades a Wikidata |
|        | Molí de l'Oli                | Seròs    | masia        |                            | 41° 27′ 53″ N, 0° 24′ 54″ E / 41.4647339035274°N,0.414921169347415°E |                             |                     | Modifica les dades a Wikidata |
|        | Torre Miqueló                | Seròs    | masia        |                            | 41° 25′ 15″ N, 0° 27′ 26″ E / 41.420862195545°N,0.45725866177455°E   |                             |                     | Modifica les dades a Wikidata |
|        | Torre Vellanes               | Seròs    | masia        |                            | 41° 21′ 50″ N, 0° 27′ 10″ E / 41.363826864116°N,0.452909050945709°E  |                             |                     | Modifica les dades a Wikidata |
|        | Torre d'Escarrega            | Seròs    | masia        | Estil: arquitectura gòtica | 41° 21′ 30″ N, 0° 28′ 14″ E / 41.358272°N,0.470443°E                 | bé cultural d'interès local |                     | Modifica les dades a Wikidata |
|        | Torre de Cal Violí           | Seròs    | masia        |                            | 41° 26′ 47″ N, 0° 23′ 15″ E / 41.4464584062008°N,0.387362093953735°E |                             |                     | Modifica les dades a Wikidata |
|        | Torre de la Teulera          | Seròs    | masia        |                            | 41° 27′ 28″ N, 0° 24′ 37″ E / 41.4577604992894°N,0.410409439937273°E |                             |                     | Modifica les dades a Wikidata |
|        | Torre del Fideuer            | Seròs    | masia        |                            | 41° 24′ 33″ N, 0° 26′ 22″ E / 41.409181058536°N,0.43941335662817°E   |                             |                     | Modifica les dades a Wikidata |
|        | Vil·la Teresa                | Seròs    | masia        |                            | 41° 27′ 34″ N, 0° 24′ 20″ E / 41.4594912380562°N,0.405683282389889°E |                             |                     | Modifica les dades a Wikidata |
|        | Xalet de Josep Maria         | Seròs    | masia        |                            | 41° 27′ 45″ N, 0° 24′ 14″ E / 41.462597065007°N,0.404026874169623°E  |                             |                     | Modifica les dades a Wikidata |
|        | el Mas Gran de Mallol        | Seròs    | masia        |                            | 41° 26′ 45″ N, 0° 26′ 18″ E / 41.4458737443166°N,0.438221716352214°E |                             |                     | Modifica les dades a Wikidata |
|        | el Ram                       | Seròs    | masia        |                            | 41° 27′ 11″ N, 0° 24′ 16″ E / 41.453007251207°N,0.4045271195427°E    |                             |                     | Modifica les dades a Wikidata |
|        | la Creu                      | Seròs    | masia        |                            | 41° 27′ 41″ N, 0° 24′ 20″ E / 41.4612557077871°N,0.405648831502634°E |                             |                     | Modifica les dades a Wikidata |

## molí d'aigua
| imatge | Nom            | Ubicat a | instància de | Detalls                     | coordenades                                        | Protecció                                  | Commons (més fotos) | Dades a WD                    |
| ------ | -------------- | -------- | ------------ | --------------------------- | -------------------------------------------------- | ------------------------------------------ | ------------------- | ----------------------------- |
|        | Molí Fariner   | Seròs    | molí d'aigua | Estil: arquitectura popular | 41° 27′ 38″ N, 0° 24′ 39″ E / 41.46066°N,0.41073°E | bé integrant del patrimoni cultural català |                     | Modifica les dades a Wikidata |
|        | Molí d'en Roca | Seròs    | molí d'aigua | Estil: arquitectura popular | 41° 27′ 12″ N, 0° 25′ 20″ E / 41.45325°N,0.42227°E | bé integrant del patrimoni cultural català |                     | Modifica les dades a Wikidata |

## muntanya
| imatge | Nom                     | Ubicat a           | instància de | Detalls | coordenades                                                             | Protecció | Commons (més fotos) | Dades a WD                    |
| ------ | ----------------------- | ------------------ | ------------ | ------- | ----------------------------------------------------------------------- | --------- | ------------------- | ----------------------------- |
|        | Punta de Montmaneu      | Seròs              | muntanya     |         | 41° 23′ 19″ N, 0° 24′ 05″ E / 41.3887118921°N,0.401385033909°E 495 msnm |           | Punta de Montmaneu  | Modifica les dades a Wikidata |
|        | Punta de Siquén         | Seròs              | muntanya     |         | 41° 25′ 01″ N, 0° 25′ 20″ E / 41.41701667°N,0.422125°E 229.5 msnm       |           |                     | Modifica les dades a Wikidata |
|        | Roques de Sant Formatge | Seròs              | muntanya     |         | 41° 27′ 38″ N, 0° 23′ 27″ E / 41.46046944°N,0.39089722°E 173.9 msnm     |           |                     | Modifica les dades a Wikidata |
|        | Tossal d'Enviure        | Seròs              | muntanya     |         | 41° 23′ 11″ N, 0° 26′ 15″ E / 41.3865°N,0.437517°E 328.1 msnm           |           |                     | Modifica les dades a Wikidata |
|        | Tossal de Bellavista    | Seròs Massalcoreig | muntanya     |         | 41° 26′ 57″ N, 0° 22′ 17″ E / 41.4493°N,0.371411°E 165.9 msnm           |           |                     | Modifica les dades a Wikidata |
|        | Tossal de Folies        | Seròs              | muntanya     |         | 41° 28′ 30″ N, 0° 24′ 53″ E / 41.475°N,0.414708°E 178.2 msnm            |           |                     | Modifica les dades a Wikidata |
|        | Tossal de Ventafarines  | Aitona Seròs       | muntanya     |         | 41° 27′ 26″ N, 0° 26′ 59″ E / 41.4573°N,0.449622°E 194 msnm             |           |                     | Modifica les dades a Wikidata |
|        | Tossal de les Cadolles  | Seròs              | muntanya     |         | 41° 24′ 12″ N, 0° 28′ 23″ E / 41.4033°N,0.473078°E 297.1 msnm           |           |                     | Modifica les dades a Wikidata |
|        | Tossal del Gepo         | Seròs              | muntanya     |         | 41° 21′ 46″ N, 0° 26′ 24″ E / 41.36269444°N,0.44005°E 325.9 msnm        |           |                     | Modifica les dades a Wikidata |

## pont
| imatge | Nom               | Ubicat a | instància de | Detalls | coordenades                                                          | Protecció | Commons (més fotos) | Dades a WD                    |
| ------ | ----------------- | -------- | ------------ | ------- | -------------------------------------------------------------------- | --------- | ------------------- | ----------------------------- |
|        | Pont de Mitjamil  | Seròs    | pont         |         | 41° 27′ 58″ N, 0° 25′ 06″ E / 41.4659922601982°N,0.418415343390708°E |           |                     | Modifica les dades a Wikidata |
|        | Pont del Braçalet | Seròs    | pont         |         | 41° 27′ 44″ N, 0° 24′ 45″ E / 41.4622456863437°N,0.412409960552525°E |           |                     | Modifica les dades a Wikidata |

## serra
| imatge | Nom                 | Ubicat a           | instància de | Detalls | coordenades                                                        | Protecció | Commons (més fotos) | Dades a WD                    |
| ------ | ------------------- | ------------------ | ------------ | ------- | ------------------------------------------------------------------ | --------- | ------------------- | ----------------------------- |
|        | serra d'Alters      | Almatret Seròs     | serra        |         | 41° 21′ 35″ N, 0° 25′ 04″ E / 41.359792°N,0.417684°E 292.2 msnm    |           |                     | Modifica les dades a Wikidata |
|        | serra de Mangraners | Seròs              | serra        |         | 41° 21′ 59″ N, 0° 22′ 09″ E / 41.36645556°N,0.3691575°E 365.3 msnm |           |                     | Modifica les dades a Wikidata |
|        | serra de Matacanyes | Seròs              | serra        |         | 41° 28′ 24″ N, 0° 24′ 13″ E / 41.4734°N,0.403717°E 175.8 msnm      |           |                     | Modifica les dades a Wikidata |
|        | serra de Montllober | Massalcoreig Seròs | serra        |         | 41° 28′ 47″ N, 0° 21′ 56″ E / 41.4797°N,0.365536°E 256.2 msnm      |           |                     | Modifica les dades a Wikidata |

## torre de defensa
| imatge | Nom                | Ubicat a | instància de     | Detalls                    | coordenades                                                                       | Protecció                                            | Commons (més fotos) | Dades a WD                    |
| ------ | ------------------ | -------- | ---------------- | -------------------------- | --------------------------------------------------------------------------------- | ---------------------------------------------------- | ------------------- | ----------------------------- |
|        | Torre d'Algorfa    | Seròs    | torre de defensa | Estil: arquitectura romana | 41° 26′ 35″ N, 0° 22′ 58″ E / 41.443024°N,0.382658°E ca:partida d'Algorfa 93 msnm | bé d'interès cultural bé cultural d'interès nacional |                     | Modifica les dades a Wikidata |
|        | Torre de Cal Violí | Seròs    | torre de defensa |                            | 41° 26′ 48″ N, 0° 23′ 13″ E / 41.4467995492237°N,0.386917478022504°E              |                                                      |                     | Modifica les dades a Wikidata |

## vèrtex geodèsic
| imatge | Nom           | Ubicat a | instància de    | Detalls   | coordenades                                                       | Protecció | Commons (més fotos) | Dades a WD                    |
| ------ | ------------- | -------- | --------------- | --------- | ----------------------------------------------------------------- | --------- | ------------------- | ----------------------------- |
|        | Bellas Vistas | Seròs    | vèrtex geodèsic | Alt: 1.2m | 41° 26′ 58″ N, 0° 22′ 17″ E / 41.449326°N,0.37141°E 165.912 msnm  |           |                     | Modifica les dades a Wikidata |
|        | Las Quedollas | Seròs    | vèrtex geodèsic | Alt: 1.2m | 41° 24′ 13″ N, 0° 28′ 20″ E / 41.403624°N,0.472153°E 295.328 msnm |           |                     | Modifica les dades a Wikidata |
|        | Montmeneu     | Seròs    | vèrtex geodèsic | Alt: 1.2m | 41° 23′ 19″ N, 0° 24′ 05″ E / 41.388701°N,0.401377°E 494.494 msnm |           |                     | Modifica les dades a Wikidata |

## Misc
| imatge | Nom                        | Ubicat a                     | instància de                                                       | Detalls                                                                     | coordenades                                                                                       | Protecció                                            | Commons (més fotos)                | Dades a WD                    |
| ------ | -------------------------- | ---------------------------- | ------------------------------------------------------------------ | --------------------------------------------------------------------------- | ------------------------------------------------------------------------------------------------- | ---------------------------------------------------- | ---------------------------------- | ----------------------------- |
|        | Creu d'Aviganya            | Seròs                        | creu de terme                                                      |                                                                             |                                                                                                   |                                                      | Creu d'Aviganya                    | Modifica les dades a Wikidata |
|        | Porxos de Ventura          | Seròs                        | porxe                                                              | Estil: arquitectura popular                                                 | 41° 27′ 47″ N, 0° 24′ 38″ E / 41.463017°N,0.410461°E                                              | bé integrant del patrimoni cultural català           |                                    | Modifica les dades a Wikidata |
|        | Segre                      | Catalunya Pirineus Orientals | riu curs d'aigua riu aurífer                                       | Desemboca: Ebre Llarg: 265km Conca: 22400km²                                | 42° 24′ 09″ N, 2° 06′ 30″ E / 42.4025°N,2.1084°E 41° 21′ 48″ N, 0° 18′ 16″ E / 41.3633°N,0.3044°E |                                                      | Segre River                        | Modifica les dades a Wikidata |
|        | Seròs                      | Seròs                        | entitat singular de població capital municipal                     | 1890 hab                                                                    | 41° 28′ 00″ N, 0° 25′ 00″ E / 41.46667°N,0.41667°E 100 msnm                                       |                                                      |                                    | Modifica les dades a Wikidata |
|        | Vall d'Enviure             | Seròs                        | indret                                                             |                                                                             | 41° 25′ 08″ N, 0° 26′ 00″ E / 41.418888888889°N,0.43333333333333°E                                |                                                      |                                    | Modifica les dades a Wikidata |
|        | casa consistorial de Seròs | Seròs                        | casa consistorial                                                  |                                                                             | 41° 27′ 50″ N, 0° 24′ 40″ E / 41.4638245°N,0.4110594°E                                            |                                                      |                                    | Modifica les dades a Wikidata |
|        | el Bovalar                 | Seròs                        | jaciment arqueològic monument Visigots necròpolis assentament humà |                                                                             | 41° 27′ 19″ N, 0° 25′ 37″ E / 41.455182°N,0.426957°E 114 msnm                                     | bé d'interès cultural bé cultural d'interès nacional | Basílica paleocristiana de Bovalar | Modifica les dades a Wikidata |
|        | pi del Pla de Perlet       | Seròs                        | arbre singular                                                     | Taxon: pi blanc (Pinus halepensis) Ample: 16.4m Alt: 12.5m Perímetre: 4.46m | 41° 23′ 10″ N, 0° 27′ 35″ E / 41.386053°N,0.459743°E ca:Pla de Perlet 297 msnm                    | arbre monumental                                     | Pi del Pla de Perlet               | Modifica les dades a Wikidata |